# Pignone
Pignone (ligur nyelven Pignón vagy Pignùn) település Olaszországban, Liguria régióban, La Spezia megyében. Lakosainak száma 514 fő (2023. január 1.). Pignone Borghetto di Vara, Vernazza, Beverino, Levanto és Monterosso al Mare községekkel határos.

## Népesség
A település lakossága az elmúlt években az alábbi módon változott:
| Lakosok száma | 575  | 567  | 514  |
|               | 2017 | 2018 | 2023 |